# Браунфелс
Браунфелс (на немски: Braunfels) е град в Хесен, Германия, с 10 862 жители (2015).
Намира се на 10 km западно от окръжния град Вецлар.
От 1258 до 1806 г. Браунфелс е в състава на графство (княжество) Золмс-Браунфелс на Свещената Римска империя.
- Браунфелс (2007)
- Къщи на пазара